# Loubillé
Loubillé är en kommun i departementet Deux-Sèvres i regionen Nouvelle-Aquitaine i västra Frankrike. Kommunen ligger i kantonen Chef-Boutonne som tillhör arrondissementet Niort. År 2022 hade Loubillé 359 invånare.

## Befolkningsutveckling
Antalet invånare i kommunen Loubillé
| Referens: INSEE |